# Власенко-Бойцун Анна
Анна Власенко-Бойцун (15 лютого 1917, с. Пониковиця, нині Золочівський район, Львівська область — 12 березня 1997, Маямі-Біч, США) — літературознавець, журналіст, освітній діяч.

## Біографія
Народилася 15 лютого 1917 року в селі Пониковиця, Бродський повіт, Королівство Галичини та Володимирії Австро-Угорщина (нині Золочівський район, Львівська область, Україна).
1936 року закінчила Золочівську гімназію «Рідна школа». У 1936—1941 роках навчалася на філологічному факультеті Львівського університету, де студіювала славістику. По закінченню вишу у 1939 році отримала диплом з відзнакою, а від 1942 року — магістр філології.
1944 року потрапила до Братислави, а 1945 році — у Німеччину, де перебувала в таборі для українських емігрантів у місті Пфарркірхені (Баварія) та у 1945—1949 роках працювала вчителькою в місцевій українській гімназії.
У 1950 році емігрувала до США, де у 1952—1957 роках викладала в Українській парафіяльній школі святого Йосафата у місті Трентоні (штат Нью-Джерсі). У 1963 році здобула ступінь магістра з порівняльного літературознавства в Сірак'юському університеті (місто Сірак'юс, штат Нью-Йорк, США). 20 серпня 1965 року захистила дисертацію на тему: «Улас Самчук — романіст і журналіст» в Українському вільному університеті в Мюнхені та здобула науковий ступінь — доктора філософії з української літератури.
У 1965—1971 роках викладала в Духовній академії святого Василія у Дженкінтаун, штат Пенсільванія (підпорядковувався Українській католицькій архиєпархії Філадельфії), а згодом — в коледжі Марії (тепер — Університет Марії) у місті Бісмарку (штат Північна Дакота). У 1970—1972 роках — вчитель в окружному коледжі міста Рединга (штат Нью-Йорк), одночасно у 1971—1972 роках займала посаду директора Української парафіяльної школи імені святого Йосафата у місті Трентоні (штат Нью-Джерсі). 
У 1972—1986 роках — професор Українського католицького університету в Римі, у 1979—1981 роках — професор-гість університетів Сіднея та Мельбурна в Австралії. 1980 року була професором-гостем Українського вільного університету, де викладала слов'янську філологію. Членкиня Асоціації університетських професорів США, Асоціації українських університетських професорів США, Американської асоціації викладачів слов'янських та східноєвропейських мов, Канадського інституту ономастичних досліджень при Альбертському університеті в Едмонтоні (Канада). 31 травня 1974 року виступала з доповіддю «Ukrainian toponymic surnames» (укр. «Українські топонімічні прізвища») на науковій конференції Канадського інституту ономастичних досліджень в Торонтському університеті.
Членкиня «Пласту», комендант пластових таборів у Німеччині (1945—1949) та США (1950—1961). Одна з засновниць та у 1952—1956 роках перший президент Філадельфійського відділу Українського конґресового комітету Америки у місті Трентоні (штат Нью-Джерсі). 17 листопада 1974 року доповідала на тему: «Золоті звена української історії» на Листопадовій академії місцевого відділу Українського конґресового комітету Америки. У 1974—1978 роках працювала співредактором україномовної газети «Америка». Від 1975 року членкиня комісії преси та інформації «Фундації Українського вільного університету у США». З початку 1970-х років — членкиня Наукового товариства імені Шевченка, від 22 березня 1980 року — членкиня Наукового товариства імені Шевченка у США (від Філологічної секції). Членкиня Філадельфійського осередку НТШ та Контрольної комісії осередку.
Померла 12 березня 1997 року в Маямі-Біч, штат Флорида.

## Доробок
Анна Власенко-Бойцун є автором багатьох наукових праць, серед яких:
- «Роман Ковшевич — науковець і патріот (рід, життя і творчість)» // Богословія (Рим). — 1972. — т. XXXVI, кн. 1—4. — С. 140—167.
- «Свідчення письменників-в'язнів» // Богословія (Рим). — 1972. — т. XXXVI, кн. 1—4. — С. 211—221.
- «Зразок до наслідування для молоді (Іван Багряний і типові герої його прози)» // Наші позиції (Н.-Й.; Лондон; Мюнхен). — 1974. — ч. 10, с. — С. 51—57.
- «Literary onomastics of contemporary Slavic novels» // Manitoba Modern Language Bulletin, 1974. — vol. IX. — № 1. — p. 25—33.
- «Моя зустріч із Слугою Божим Андреєм Шептицьким, Крушельниця» // Літопис Бойківщини. — 1975. — ч. 1/21. — С. 38—41.
- Улас Самчук — літописець // Записки НТШ (Доповіді Ювілейного наук. конґресу для відзначення сторіччя НТШ). — Н.-Й.; Париж; Сідней; Торонто, 1976. — т. CLXXXVII. — С. 55—64.
- «Ukrainian place names in Alaska» // Onomastica. — 1977. — vol. 51. — p. 1—5.
- «Українські назви у ЗСА та інші праці з назвознавства й історично-літературні дослідження» / Ред. І. Овечко. — Бісмарк; Ґрилі, 1977. — 145 с.
- «Місцеві назви в поезії Яра Славутича» // Творчість Яра Славутича: статті і рецензії / Ред. В. Жила. — Едмонтон, 1978. — С. 74—79.
- «Із кругосвітньої подорожі» // Альманах Українського народного союзу. — Н.-Й.; Джерсі Ситі. — 1980. — С. 183—196.
- «Franko's contribution to onomastics; Remarks of the origin of the name Boiko; Contributions to Ukrainian onomastics; Ukrainian vestiges in Transsylvania; Conclusion» // Записки НТШ (Збірник доповідей для відзначення 125-річчя народин і 65-річчя смерти Івана Франка). — Н.-Й.; Париж; Сідней; Торонто. — 1981. — т. CXCVIII. — С. 120—127.
- «Русифікація і топонімоцид в Україні» // Альманах Українського народного союзу. — Н.-Й.; Джерсі Ситі. — 1982. — С. 117—24.
- «Есеї та рецензії». — Корал Спрінґс; Маямі, 1983. — 105 с.
- «Огляд назвознавчих праць І. Франка» // Науковий збірник УВУ на пошану проф. д-ра Володимира Янева. — Мюнхен, 1983. — т. 10. — С. 237—249.
- «The toponym Mazepa» // Onomastica. — 1983. — vol. 63. — p. 25—27.
- «Назвознавчі праці». — Мюнхен; Денвер; Маямі-Біч, 1984. — 144 с.
- «Панорама України 1984 та інші репортажі». — Корал Спрінґс; Маямі, 1984. — 152 с.
- «Українські козаки на Алясці» // Альманах Українського народного союзу. — Н.-Й.; Джерсі Ситі. — 1986. — С. 24—28.
- «Цитування й парафрази Святого Письма у творчості Т. Шевченка» // Наукові Записки УВУ (Збірник мовознавчої комісії Наукового Конґресу в Тисячоліття Хрещення Руси-України). — Мюнхен. — 1988. — ч. 13. — С. 7—28.
- «Релігійні мотиви і назви в творчості Тараса Шевченка». — Маямі-Біч; Детройт, 1989. — 109 с.
- «Улас Самчук як публіцист» // Слово (Вудсток). — 1990. — № 12. — С. 121—132.
- «Ukrainian place names in America» // The Ukrainian Heritage in America / Edg: W. Dushnyck, N. L. Fr.-Chirovsky. — N. Y., 1991. — p. 410—423.
- «Прощення і всепрощення у творчості Тараса Шевченка; Батьківське, материнське і подружнє прощення; Прощення відступникам і ворогам; Всепрощення самовбивцям і ворогам-катам» // Записки НТШ (Збірник праць і матеріалів на пошану Григорія Лужницького). — Львів; Н.-Й.; Париж; Сідней, Торонто. — 1996. — т. CCXII. — С. 200—210.

Також автор трьох наукових статей у «Записках НТШ» (1976, 1981, 1990).